# Albree Pigeon-Fraser
LAlbree Pigeon-Fraser, conçu par George N. Albree en 1917 pour devenir le premier avion de chasse américain, est un prototype innovant mais peu fiable qui, après le crash fatal de son premier vol et la destruction d'un second exemplaire en test, voit son programme annulé sans que le troisième appareil ne soit achevé ; cet exemplaire inachevé est aujourd'hui exposé à lOld Rhinebeck Aerodrome depuis 1961.

## Historique
- 1917

- Début de l'année : George N. Albree obtient le premier contrat pour un avion de chasse destiné au gouvernement des États-Unis.  
- Conception : Albree conçoit l'Albree Pigeon-Fraser avec un profil aérodynamique à fond plat et une partie arrière de fuselage articulée, fonctionnant comme une gouverne de profondeur.  
- Décembre : Premier vol du prototype de l'Albree Pigeon-Fraser. Malheureusement, l'avion s'écrase dès son premier vol, entraînant la mort du pilote.
- 1918

- Début de l'année : Après l'accident du premier prototype, le second appareil subit des tests structurels mais ne prend jamais son envol. Ce deuxième exemplaire est détruit durant ces essais.  
- Annulation du projet : Le troisième prototype reste inachevé car le programme est annulé. L'Albree Pigeon-Fraser est jugé "trop démodé, peu fiable et lent" pour être opérationnel.
- 1961

- Acquisition et exposition : Le troisième exemplaire, inachevé, est retrouvé et mis en entrepôt pendant des années. En 1961, il est acquis par lOld Rhinebeck Aerodrome où il est exposé comme témoignage historique de cette tentative d'avion de chasse américain.

## Caractéristiques techniques
- Type d'appareil : Avion de chasse (prototype)
- Origine : États-Unis
- Concepteur : George N. Albree
- Premier vol : Décembre 1917
- Statut : Programme annulé
- Nombre d'exemplaires construits : 3

### Caractéristiques générales
- Équipage : 1 pilote
- Longueur : 7,32 mètres (24 pieds)
- Envergure : 11,56 mètres (37 pieds 11 pouces)
- Poids brut : 567 kg (1250 livres)
- Moteur : 1 moteur rotatif Gnome
- Puissance : 100 chevaux (ch)

### Performances
- Vitesse maximale : 166 km/h (103 mph)[3]